# Société de vie apostolique
Une société de vie apostolique est un type d'organisation religieuse catholique dont les membres ne prononcent pas de vœux religieux, contrairement à ceux des instituts religieux ou des instituts séculiers, et ne sont donc pas considérés comme religieux.
Autrefois, elles étaient appelées dans le Code de droit canonique de 1917 « Sociétés de vie commune sans vœux ».
Saint Philippe Néri peut être considéré comme le père des sociétés de vie apostolique masculines telles que nous les connaissons aujourd'hui et saint Vincent de Paul celui des sociétés féminines.

## Caractéristiques
Ce type d'organisation est régi par les canons 731-746 du Code de droit canonique de 1983 de l'Église catholique. Leurs membres poursuivent la fin apostolique propre de leur société et, menant la vie fraternelle en commun tendent, selon leur mode de vie propre, à la perfection de la charité par l'observation des constitutions. Il y a parmi elles des sociétés dont les membres assument les conseils évangéliques par un certain lien défini par les constitutions.
Les membres d'une société de vie apostolique peuvent posséder leurs propres biens. Contrairement aux membres d'un ordre monastique, ils ne font pas vœu de stabilité et peuvent changer de communauté selon les besoins de leur société. Les clercs membres d'une société de vie apostolique peuvent être incardinés dans la société de vie apostolique dont ils dépendent ou dans le diocèse d'implantation de leur communauté. Chaque communauté dispose de sa propre chapelle.
Pour s'implanter dans un diocèse, une communauté doit être approuvée par écrit par l'évêque du lieu. Au sein du gouvernement de l'Église, les sociétés de vie apostolique dépendent du Dicastère pour les instituts de vie consacrée et les sociétés de vie apostolique.

## Sociétés de vie apostolique masculine de droit pontifical
- Congrégation de l'Oratoire (1575)
- Société de l'oratoire de Jésus (1611)
- Congrégation de la Mission (1625)
- Congrégation de Jésus et Marie (1643)
- Compagnie des prêtres de Saint-Sulpice (1645)
- Missions étrangères de Paris (1663)
- Missionnaires du Précieux-Sang (1815)
- Société des prêtres de Saint Joseph Benoît Cottolengo (1839)
- Société des missions africaines (1856)
- Société missionnaire de Saint-Paul-Apôtre (1858)
- Missionnaires de Mill Hill (1866)
- Missionnaires d'Afrique (1868)
- Société de saint Joseph du Sacré-Cœur (1893)
- Pères de Maryknoll (1911)
- Société missionnaire de Saint Colomban (1916)
- Missions étrangères de Scarboro (1918)
- Institut espagnol de Saint François-Xavier pour les missions étrangères (1920)
- Société des missions étrangères de la province de Québec (1921)
- Société missionnaire de Bethléem (1921)
- Institut pontifical pour les missions étrangères (1926)
- Institut des missions étrangères de Yarumal (1927)
- Congrégation vincentienne du Malabar (1927)
- Société portugaise pour les missions (1930)
- Société de Saint Patrick pour les missions étrangères (1932)
- Missionnaires d'Amérique de Glenmary (1939)
- Institut de Notre Dame de Guadalupe pour les missions étrangères (1945)
- Ouvriers du règne du Christ (1963)
- Société missionnaire des Philippines (1965)
- Société des Prêtres de Saint-Jacques (1966)
- Sodalité de vie chrétienne (1971)
- Hérauts de la Bonne Nouvelle (1984)
- Missionnaires de Saint Charles Borromée (1985)
- Fraternité sacerdotale Saint-Pierre (1988)
- Institut du Christ-Roi Souverain Prêtre (1990)
- Société des missionnaires des Saints Apôtres (1995)
- Société cléricale Virgo Flos Carmeli (2005)
- Institut du Bon-Pasteur (2006)

## Sociétés de vie apostolique masculine de droit diocésain
- Société des missionnaires de Saint Paul (1903)
- Société de Notre-Dame de la Sainte Trinité (1958)
- Société missionnaire de Saint Thomas (1968)
- Compagnons de la Croix (2003)
- Société des missionnaires de la miséricorde divine (2005), au diocèse de Fréjus-Toulon

## Sociétés de vie apostolique féminine
- Filles de la Charité de Saint Vincent de Paul (1633)
- Congrégation de l'Union-Chrétienne de Saint-Chaumond (1652)
- Sœurs nazaréennes de la Passion (1865)
- Congrégation des Sœurs du Prado
- Communauté apostolique Saint-François-Xavier (1911)
- Sœurs de la Charité Sociale (1919)
- Sœurs du Service Social (1923)
- Dominicaines du Saint Esprit (1943)
- Société du service social missionnaire (1946)
- Société de Vie Apostolique Donum Dei (2020)